# Terebra pellyi
Terebra pellyi é uma espécie de gastrópode do gênero Terebra, pertencente a família Terebridae.